# Інтерновані українці Канади

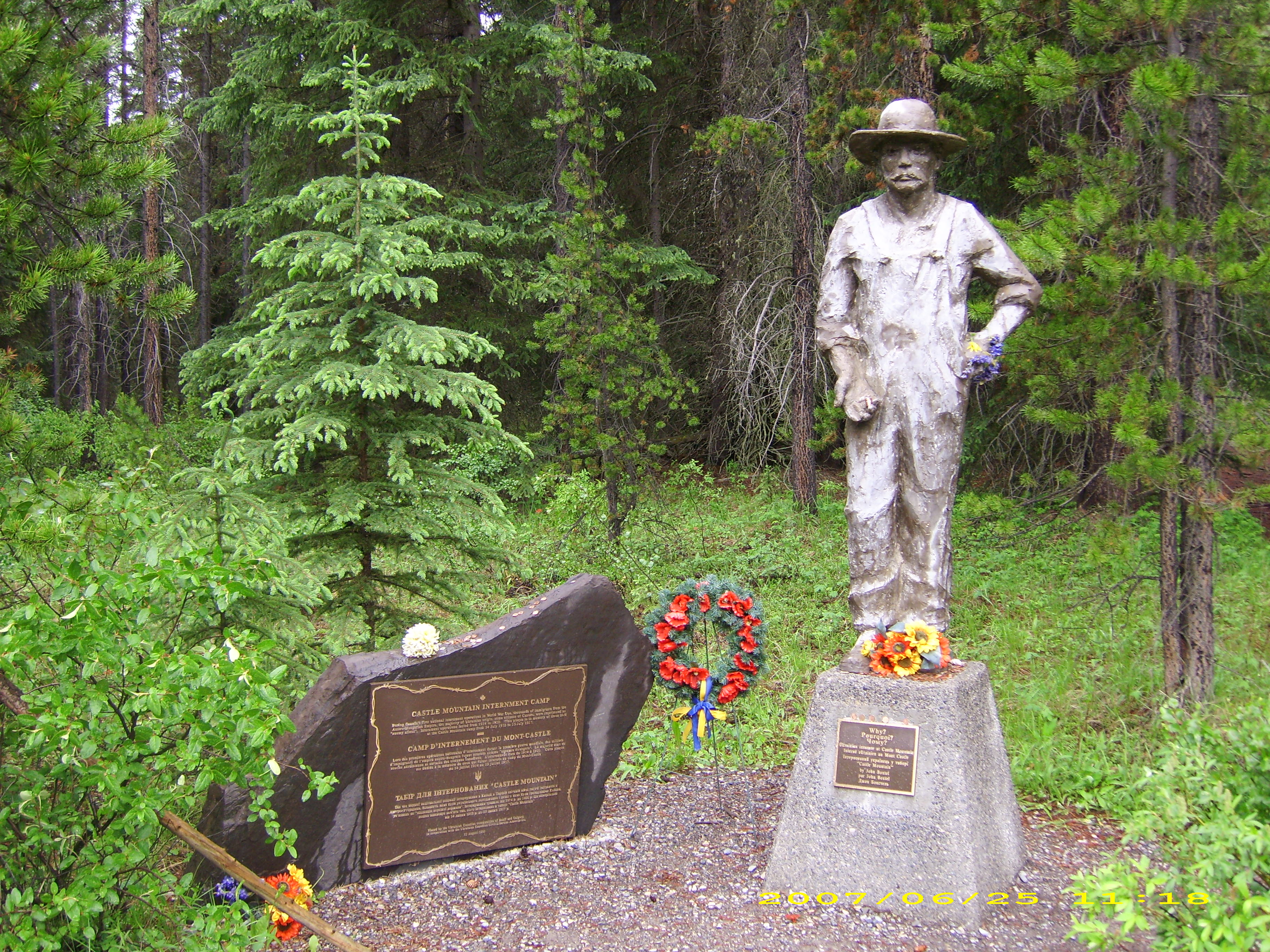
Меморіальна дошка і пам'ятник під назвою «Why?» / «Pourquoi?» / «Чому?», на місці розташування, в Національному парку Банф.

Інтерновані українці Канади — одна з кількох етнічних груп 
інтернованих громадян-вихідців із країн-супротивників Канади в Першій світовій війні, яких обмежено в правах і свободах та затримано у 24-х трудових таборах Канади і таборах для інтернованих. В період Першої світової війни та ще протягом двох років по її закінченні (між 1914 і 1920 роками) в Канаді відповідно до Акту про воєнні заходи (англ. War Measures Act) інтерновано приблизно 5 000 українців — вихідців з Австро-Угорщини.

## Передісторія
Наприкінці 19-го та на початку 20 сторіччя територія Канади стала об'єктом масового заселення емігрантами, котрі у пошуках кращої долі покидали Європу й їхали освоювати цілину — «дикі», необжиті землі в Новому Світі на Північноамериканському континенті. Серед них були десятки тисяч українців — вихідців із Галичини, Буковини, Лемківщини та Закарпаття, що на той момент були у складі Австро-Угорщини. Імміграції до країни сприяв уряд Канади, обіцяючи переселенцям рівноправне громадянство та різнобічну підтримку.
З вибухом Першої світової війни Велика Британія, член Антанти, та її колонія Канада з одного боку і Австро-Угорщина, учасниця Троїстого союзу, з іншого, опинились у ворогуючих таборах. Це стало кінцем «першої хвилі» масової трудової еміграції українців з Австро-Угорщини до Канади і початком запровадження в Канаді репресій щодо прибулих іммігрантів із країн-учасниць протиборчого табору. Понад 80 000 канадських поселенців, переважна більшість із яких становили українці, стали вважати «ворожими іноземцями», їх зобов'язали регулярно відмічатися в місцевих поліцейських установах, цілодобово носити при собі ідентифікаційні номери, а навіть найменше порушення або непокора каралися, аж до арешту та ув'язнення. 

## Інтернування
Під час Першої світової війни серед канадців проявилися і стали зростати почуття негативного відношення щодо так званих «ворожих іноземців». Британська влада закликала Канаду не вчиняти дій проти всіх підлеглих Австро-Угорської імперії національностей без розбору, адже насправді частина з них ставились дружньо до Британської імперії.
Згідно звіту генерал-майора Вільяма Д. Оттера, який за дорученням Міністерства юстиції Канади керував операціями з інтернування, за проміжок часу з 1914 по 1920 роки було ув'язнено 8579 «ворожих іноземців», зокрема жінок та дітей. Більшість інтернованих були молоді люди, затримані при спробі перетнути кордон з США, щоб шукати роботу; намагання покинути Канаду було незаконним.
Акт Адекватних дій 1914-го року примушував «союзників ворожих країн» офіційно зареєструватися: з 70 тис. українців-іммігрантів із Австро-Угорщини, 8579 були інтерновані урядом Канади, — як також і 5954 австро-угорських громадян, більшість з котрих були етнічними українцями. Переважна частина інтернованих — це бідні, безробітні та безсімейні українці, яких у два табори із власної волі супроводжували 81 жінка та 156 дітей різних національностей.
Інтернованих в основному використовували як робочу силу: у таборі Кастл-Монтейн у Банфф, Альберта вони працювали, наприклад, розбудовуючи Національний парк «Банфф», у якому трактування їх властями виявилося винятково жорстоким і негуманним. Інколи подібне інтернування продовжувалося і на два роки після війни, попри те, що більшість українців достроково були найняті приватними компаніями ще й до 1917 року.
На пам'ять про жертви інтернування в Канаді встановлені пам'ятні дошки та меморіали. Наприклад на місці табору у Національному парку «Банфф», і в Селі спадщини української культури на сході Альберти. У 2005-му році прем'єр-міністр Канади Пол Мартін визнав інтернування українців-канадців темною сторінкою історії Канади, внаслідок чого уряд Канади виділив 2,5 млн доларів на фінансування пропам'ятних заходів та освітніх програм, пов'язаних із їхнім інтернуванням.